# 宣风镇
宣风镇，是中华人民共和国江西省萍乡市芦溪县下辖的一个乡镇级行政单位。

## 行政区划
宣风镇下辖以下地区：
万寿街社区、水府街社区、栗湾村、盘田村、京口村、虹桥村、珠亭村、排楼村、桥头村、沂源村、马塘村、里山村、吐下村、竹垣村和茶垣村。

## 得名历史
宣风历史悠久，源远流长。相传古代因本地风景秀丽，似“仙界风景胜地，凤凰择栖之所”而被口口相传为“仙凤”。直到明期万历年间，知府郑淳典将驿站改建为“公馆”名曰“宣风公馆”，故原来的“仙凤”逐渐演变成“宣风”，并沿用数百年。清朝宣统二年颁布政策实行地方自治，当时改称“廷风乡”；1950年改为宣风区；1968年宣风、河下、沂源等3个公社和宣风镇、东风水产场合并为宣风镇革命委员会；1981年改称宣风镇人民政府至今。

## 简介
宣风镇地处萍乡市东部，东邻宜春市。320国道、沪昆铁路复线和宣万公路纵横穿越境内，沪昆高速公路擦镇而过。全镇总面积99.6平方公里，人口3.7万，下辖13个行政村，272个村民小组，2个社区居委会。

## 特产
宣风镇境内自然资源十分丰富，尤其是石英砂、石英石、石英粉矿产资源等，储量多品质好为国内罕见。镇内森林覆盖率达75%，花木种植面积逾2.8万亩，是闻名遐迩的“中国花卉苗木之乡”；出产闻名遐迩的优质大米，有“萍乡粮仓”之美誉；同时也是江西无公害农产品蔬菜瓜果基地。
特色农副产品有：“吐霞”牌礼品西瓜、宣风谷酒、板鸭、萝卜、茶油等。

## 城镇发展
宣风镇工业基础雄厚，现已逐步形成了以小水电、水泥建材、鞭炮焰花、鞋业、机械铸造、竹木加工等为主的新型工业体系。城镇面貌日新月异,通讯设施完备，移动电话、宽带网络早已覆盖全镇。已经成为一个交通便利、经贸繁荣的“赣西商贸明珠”。

## 昵称
宣风地处亚热带，土壤肥沃，且气候宜人，因此培植出来美味蔬菜瓜果品种无数。本地出产的萝卜尤其美味香甜，早已名声在外。因此宣风人在外也往往被昵称为“宣风萝卜”。